# Racquetball
Racquetball er en ketsjer-sport, hvor to spillere spiller med en bold op af en mur. Der spilles to sæt á 15 point. Hvis spillerne skiftes til at vinde de to første sæt, spilles et tredje sæt til 11 point.

## Historie
Spillet blev opfundet af amerikaneren Joe Sobek i 1949 – blandt andet med inspiration i Squash.
Det Internationale Racquet Forbund blev oprettet i 1981.